# Протестантска етика и дух капитализма
Протестантска етика и дух капитализма је књига Макса Вебера, немачког социолога, економисте и политичара, који се сматра једним од оснивача модерног проучавања социологије и јавне управе.
Ово дело је објављено 1905. године и у њему Вебер даје научну анализу узрока и последица које су омогућиле протестантизам и које су оствариле могућност појављивања феномена модерног човека — капитализма. У делу Протестантска етика и дух капитализма Вебер образлаже тезу из економске социологије. У овом епохалном делу дошао је до закључка да је основни закон развијености једних и неразвијености других земаља у елементарним вредносним нормама и ставовима који преовлађују у неком друштву.

## Зачеци протестантске етике
Вебер је пратио порекло Протестантске етике до реформације. Римокатоличка црква нудила је спасење појединцима који су прихватили црквене завете и предали се духовном ауторитету. Међутим реформација је уклонила такве гаранције. Са психолошке тачке гледишта, просечна особа је имала проблем да се прилагоди овом новом погледу на свет, а само најпобожнији верници или „верски генији” у оквиру протестантизма као што је Мартин Лутер, били су у стању да направе ове промене, сматрао је Вебер.
У одсуству таквих уверења верског ауторитета, Вебер је тврдио да су протестанти почели да траже друге „знаке” спасења. Кaлвин и његови следбеници засновали су доктрину двоструке предестинације, у којој је Бог изабрао неке људе за спасење, а друге за проклетство. Немогућност да се утиче на сопствено спасење представљало је веома тежак проблем за калвинисте. Недостатак самопоуздања био је доказ мањка вере и знак проклетства. Дакле, самопоуздање је преузело улогу осигурања Божје милости. Светoвни успех је постао мера самопоуздања. Вебер идентификује применљивост Лутерових закључака, напомињући да „позив” од Бога више није ограничен на свештенство и цркву, већ се може применити на било које занимање или трговину.
Вебер испуњење Протестантске етике није видео у лутеранизму, већ у калвинистичким облицима хришћанства. Правац се даље наставио у покрету пијетизма. Баптисти су поделили овај концепт на позив који се односи на калвинисте, а други аспекти представљали су плодно тло за развој капитализма.

## Веберово тумачење религије у делу Протестантска етика и дух капитализма
Макс Вебер се као ниједан научник, ни пре ни после њега, упустио у свеобухватно проучавање религија широм света. По Веберовом мишљењу, капиталистички привредни поредак има дубоке корене у религиозној области. Највећи део своје пажње Вебер је концетрисао на оно што је назвао „светске религије”, односно на оне религије које су привукле велики број верника и утицале на ток историје. Урадио је детаљне студије о хиндуизму, будизму, таоизму и старом јудаизму, а у делу Протестантска етика и дух капитализма писао о утицају хришћанства на историју Запада.
Анализирајући источњачке религије, Вебер је дошао до закључка да оне представљају непремостиву препреку развоју индустријског капитализма до каквог је дошло на Западу. Не зато што су незападне цивилизације назадне, већ зато сто су прихватиле вредности различите од оних које су преовладале у Европи.
У традиционалној Кини и Индији, истиче Вебер, долазило је до знатног развоја трговине, производње и урбанизације, али то није довело до промена које су настале на Западу и довеле до успона индустријског капитализма. Религија је имала пресудни утицај у спречавању таквих промена. На пример, највише вредности хиндуизма стављају нагласак на бекство од мука материјалног света у вишу раван духовне егзистенције. Хиндуизам на материјалну стварност гледа као на вео који прекрива праве вредности којима човечанство треба да се окрене. Конфучијанизам се такође трудио да одврати људе од тога да улажу напор у економски развој, посебно истичући у први план хармонију са светом. И ако је Кина представљала најмоћнију и културно најразвијенију цивилизацију на свету, њене религијске вредности биле су кочница снажнијем економском развоју.
Вебер је хришћанство гледао као на „религију спасења”, пошто она приповеда да људи могу бити спасени ако прихвате његова веровања. Овде су важне идеје греха и избављења од грешности. Док источњачке религије у верника усађују пасиван став према постојећем поретку, хришћанство подразумева сталну борбу са грехом, па зато она може да изазове револт против постојећег поретка ствари.
Вебер је дошао до закључка да су протестантске земље успешније од осталих и да економски развој Запада одликује став према богатству који је до тада био непознат у историји. Такав став Вебер назива „дух капитализма” и дефинише га као скупо уверење и вредности који су били својствени првим капиталистичким трговцима и индустријалцима. Протестантизам не доживљава материјални успех као нешто лоше и зло, као што то чине католицизам и православље и у овоме је основни разлог материјалног просперитета протестантских и релативне заосталости католичких земаља. За протестанта је материјално богатство нешто што је добро, док је за католике материјално богатство лоше. Први капиталисти били су припадници пуританизма, један од варијетета протестантизма, који су били привржени гледиштима калвинизма. Вебер је сматрао да су одређени аспекти калвинистичког учења били главни извор из ког се напајао дух капитализма. Један се тицао идеје да су људске јединке инструменти Бога на земљи од којих Свемоћни захтева да се посвете позиву. Други важан аспект калвинизма односио се на појам предестинације, према којем се међу изабранима који ће, након смрти, отићи у рај, налазе само за то предодређени појединци. Према Калвиновом оригиналном учењу изабране бира искључиво Бог. Овакво гледиште изазвало је узнемиреност код следбеника калвинизма па је оно донекле промењено, у смислу да је омогућено верницима да препознају знаке изабраности. Постигнути успех у позиву или професији, који се мерио са материјалним богатством постао је главни знак да је нека особа заиста једна од изабраних.
Православна црква такође нема посебно благонаклон однос према материјалном богатству. Она га доживљава као нешто што омета пажњу човеку од правих, духовних вредности, односно од самог Бога. Дакле, приступ у основи веома сличан, ако не и исти католичком приступу. Јевреји другачије од католика и православаца доживљавају материјално богатство. И за њих оно није богохулно. Али, јевреји и протестанти се разликују по томе што први виде смисао у нагомилавању материјалног богатства, и то најчешће у виду нагомилавања злата и новца, док протестанти такво понашање одбацују као недопустиво и богохулно, будући да новац и злато, односно предмети, постају предмет обожавања уместо Бога. Дакле, и протестанти схватају, попут православаца и католика, да новац може постати сврха самом себи. Али, за разлику од православаца и католика с једне, и јевреја са друге стране, протестанти сматрају да треба радити напорно и производити, али не ради нагомилавања новца него ради инвестирања и реинвестирања.
Само оваква протестантска етика, сматрао је Вебер, могла је изродити дух модерног капитализма који је заснован на стицању ради стицања, а не ради потрошње, на односу према трошковима који подразумевају добру рачуницу и на пажљивом инвестирању и акумулацији капитала.

## Веберов завршни рад
У завршним фуснотама Вебер наводи да је напустио истраживање протестантизма, јер је његов колега Ернест Трелч, професионални теолог, почео рад на делу Социјално учење о хришћанским црквама и сектама. Додатни разлог за Веберову одлуку је да је Трелчов рад већ постигао оно што је он желео у тој области, која се темељи на анализи религије и друштва. Вебер је завршио своје истраживање протестантизма, али је наставио истраживање социологије религије у својим каснијим радовима (Студије јудаизма и религије Кине и Индије).

## Критике

### Економска критика
Економиста и историчар Хенрик Гросман критикује Веберову анализу на два фронта. Прво, обратио је пажњу на Марксово истраживање које је показало да су строге законске мере које су предузете против сиромаштва биле реакција на масовне сеобе становништва проузроковане покретом трећег сталежа у Енглеској. И друго, Гросман у свом раду показује како се ово „крваво законодавство” против оних који су оставили своју земљу највише испољило у Европи, посебно у Француској.
У чланку објављеном 10. новембра 2009. године, економиста са Харварда Дејвид Кентони тестирао је Веберову протестантску хипотезу користећи податке о популацији и економском развоју у другом миленијуму. Кентони је закључио да упоређујући податке из 276 градова у временском периоду од 1300—1900. године нема ефеката протестантизма на економски развој. Протестантизам не постиже ефекте када је у интеракцији са другим детерминантама економског развоја.
Међутим, Кентони користи величину града, а не просечни доходак, што је била Веберова теза, као његова главна „зависна варијабла”.

### Друге критике
Недавно је усвојено мишљење да је протестантизам заиста позитивно утицао на капиталистички развој одговарајућих друштвених система, али не толико кроз „протестантску етику”, већ кроз промоцију писмености.
Бекер и Восман на Универзитету у Минхену, као и Андреј Коротајев и Дариа Халтурина на Руској Академији наука, су доказали да различити степен писмености у верским областима може довољно објаснити економски јаз, као што је и Вебер тврдио.